# Cunardo
Cunardo est une commune italienne de la province de Varèse en Lombardie.

## Toponyme
Dérivé du nom germanique Hunard.

## Administration
| Période                                  | Période  | Identité      | Étiquette | Qualité |
| ---------------------------------------- | -------- | ------------- | --------- | ------- |
| 14 juin 2004                             | En cours | Angelo Morisi |           |         |
| Les données manquantes sont à compléter. |          |               |           |         |

### Hameaux
Camartino, Monte Scerrè, Case Riano, Maglio, Raglio, Ponte Nativo, Casanova, Mottaccio, Gaggetto, Barlera, Ronchetti, Pianeggi, Monti di Castelvecchio, Camartino, Fornaci, Camadrino, Bellaria